# Château des Feugerets
Le château des Feugerets est un bâtiment édifié au début du XVIe siècle sur l'emplacement d'un château plus ancien, sur le territoire de la commune française de La Chapelle-Souëf dans le département de l'Orne, en Normandie. Le château qui a fait l'objet de remaniements à diverses époques, est partiellement inscrit au titre des monuments historiques.

## Localisation
Le château est situé sur la commune de La Chapelle-Souëf, dans le département de l'Orne en Normandie.

## Histoire
Le château fut bâti au commencement du XVIe siècle sur l'emplacement d'un château plus ancien, par Jean, seigneur des Feugerets, mentionné dans des actes de 1508, 1511, 1521 et 1524.
Selon un article publié en 1914 par la Société historique et archéologique de l'Orne, la famille des Feugerets a une filiation établie depuis Guillaume des Feugerets dont la succession fut partagée en 1450 entre ses fils Bertrand et Jean. L. Merlet, membre de la Société archéologique d'Eure-et-Loir indique en 1898 dans un discours que « Guillaume des Feugerais, d'une des plus nobles familles de Nogent », périt en 1424 à la bataille de Verneuil. Oscar de Poli cite en 1895 une lettre de l'archiviste du Perche qui mentionne « Guillaume des Feugerets, en 1416 vicomte du Perche ».
Une sources plus récente de 1984 indique qu'en 1402, Gervais Feugerets est bailli de Dreux pour le duc d’Orléans, il ne possède aucun fief. Son fils, Bertrand Feugerets, licencié es lois, est bailli à Nogent-le-Rotrou, À la troisième génération, le petit-fils s’intitule noble homme Florent des Feugerets, seigneur de Vacheresse-les Basses. Il n’exerce aucune fonction, celles de ses ancêtres lui ont permis d'entrer dans la noblesse.
En 1814, à la mort du dernier membre de la famille des Feugerets, le château  passe par mariage à la famille de Semallé, puis par mariage en 1878 à la famille de Broc puis à la famille de Romanet.
Le colombier qui compte plus de 1 000 boulins s’effondre partiellement à l’hiver 2018 emportant le toit des écuries[réf. souhaitée]. 
Le domaine est alors racheté par Xavier Fautrelle de Fondaumière qui le restaure et l’ouvre au public.

## Description
Élevé sur la hauteur de La Chapelle-Souëf et dominant la route qui conduit de Bellême à La Ferté-Bernard, le château remplaça au commencement du XVIe siècle un château plus ancien.
Entouré de fossés, le château se compose d'un corps de logis principal, terminé d'un côté par un grand pavillon au toit Louis XIII, et de l'autre par la vieille tour de l'horloge qui semble très antérieure aux bâtiments actuels qui durent subir des remaniements à diverses époques, qu'accompagne une tourelle de construction récente.
Le donjon quadrangulaire à deux étages, couronné de mâchicoulis et entouré de fossés, éclairé d'une fenêtre trilobée, a été remanié et agrandi au XVIe siècle,.
La façade du château est modifiés à la fin du XIXe siècle dans le style troubadour à la demande du marquis de Broc, notamment par le remplacement des petites lucarnes en fenêtres à meneaux à double croisées de style gothique avec tympan sculpté aux armes de la famille des Feugerets. La couverture de l'aile nord est remplacée par une terrasse à balustrades tandis qu'une petite tour néo-gothique est accolée aux courtines au pied de la tour de l'horloge.
La terrasse, avec son majestueux escalier en fer à cheval qui accède aux dépendances du château, porte le caractère du règne de Louis XIV. Elle est bordée de balustres en pierre.
Il existait autrefois une chapelle extérieure. Des seigneurs du lieu y reçurent la sépulture et son origine remontait au XVIe siècle. Par testament du 7 mai 1511, Jean des Feugerets, premier du nom, laisse une somme pour sa construction à l'abbé Bertrand des Feugerets. Cette chapelle était tombée en ruines, lorsqu'on en décida la suppression, dans la première moitié du XIXe siècle. Elle a été remplacée en 1855 par une petite chapelle, érigée dans l'intérieur du château, au premier étage.
Le jardin à la française qui s'étendait à l'ouest (connu par le plan terrier de 1660 conservé au château) est remplacé par un parc à l'anglaise qui présente un cèdre du Liban labellisé arbre remarquable de France, complété d'une orangerie vers 1830.
Le château est ouvert au public avec un circuit de visite guidée d'une dizaine de pièces.

## Protection
Les façades et les toitures du château et des deux pavillons d'entrée ; la cour d'honneur et le portail avec ses piliers ; les douves avec leurs murs et le pont ; la terrasse avec ses murs de soutènement et l'escalier à volée double ; les façades et les toitures des deux bâtiments de communs ; le colombier dit tour Sainte-Barbe ; les façades et les toitures de la maison dite maison du jardinier ; les façades et les toitures de l'orangerie et la serre attenante, sont inscrits au titre des monuments historiques par arrêté du 5 octobre 2001.

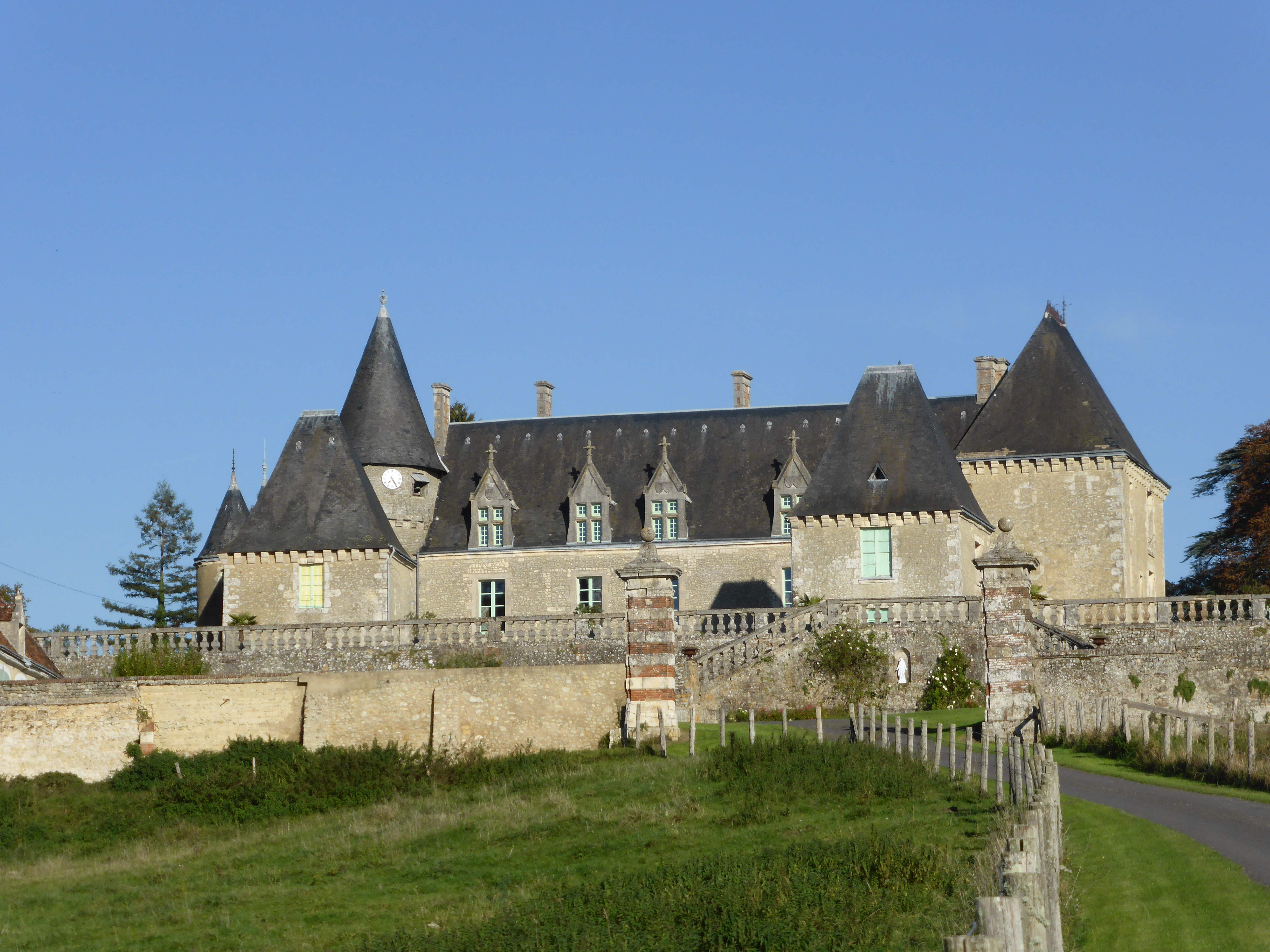
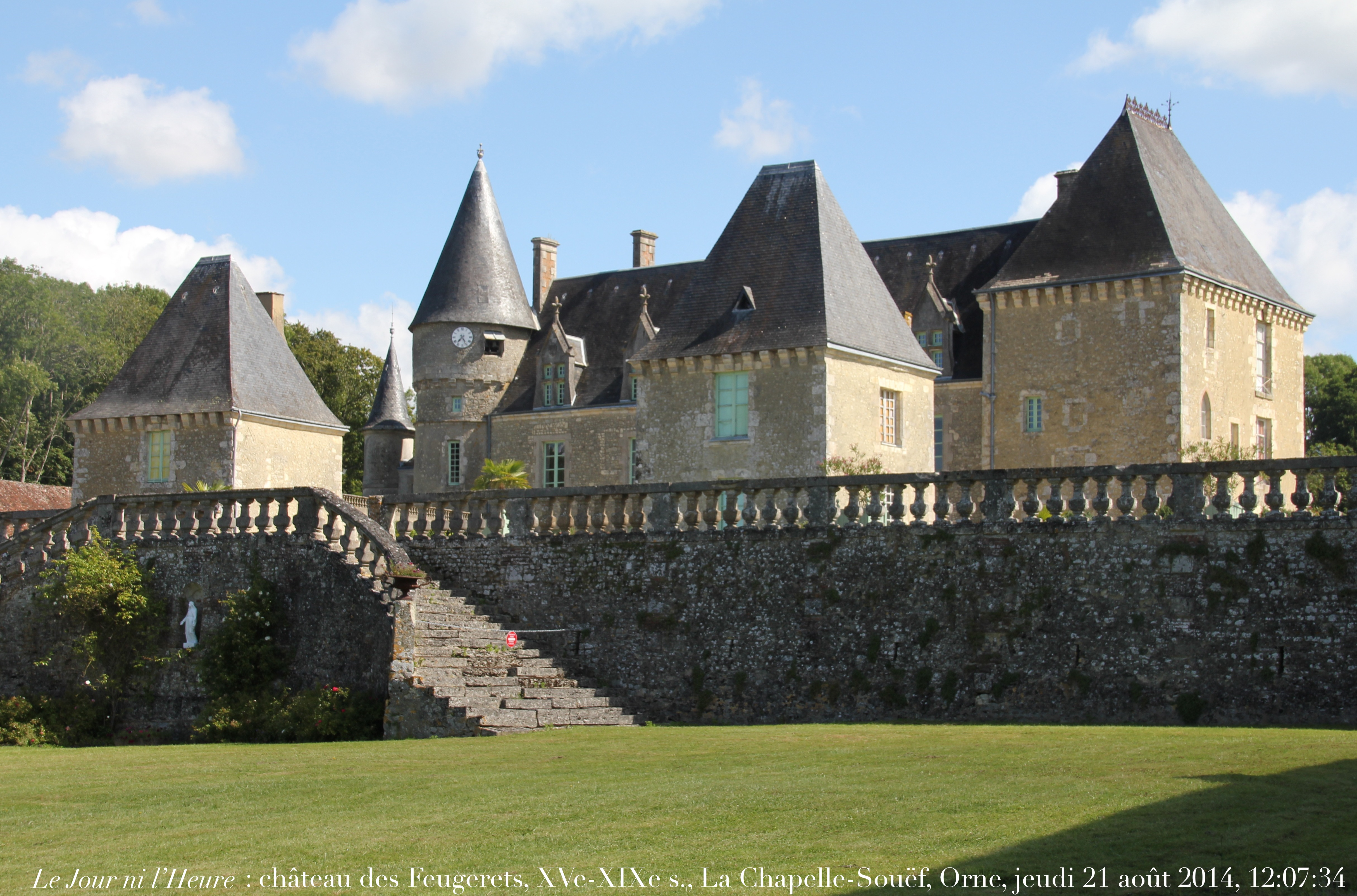
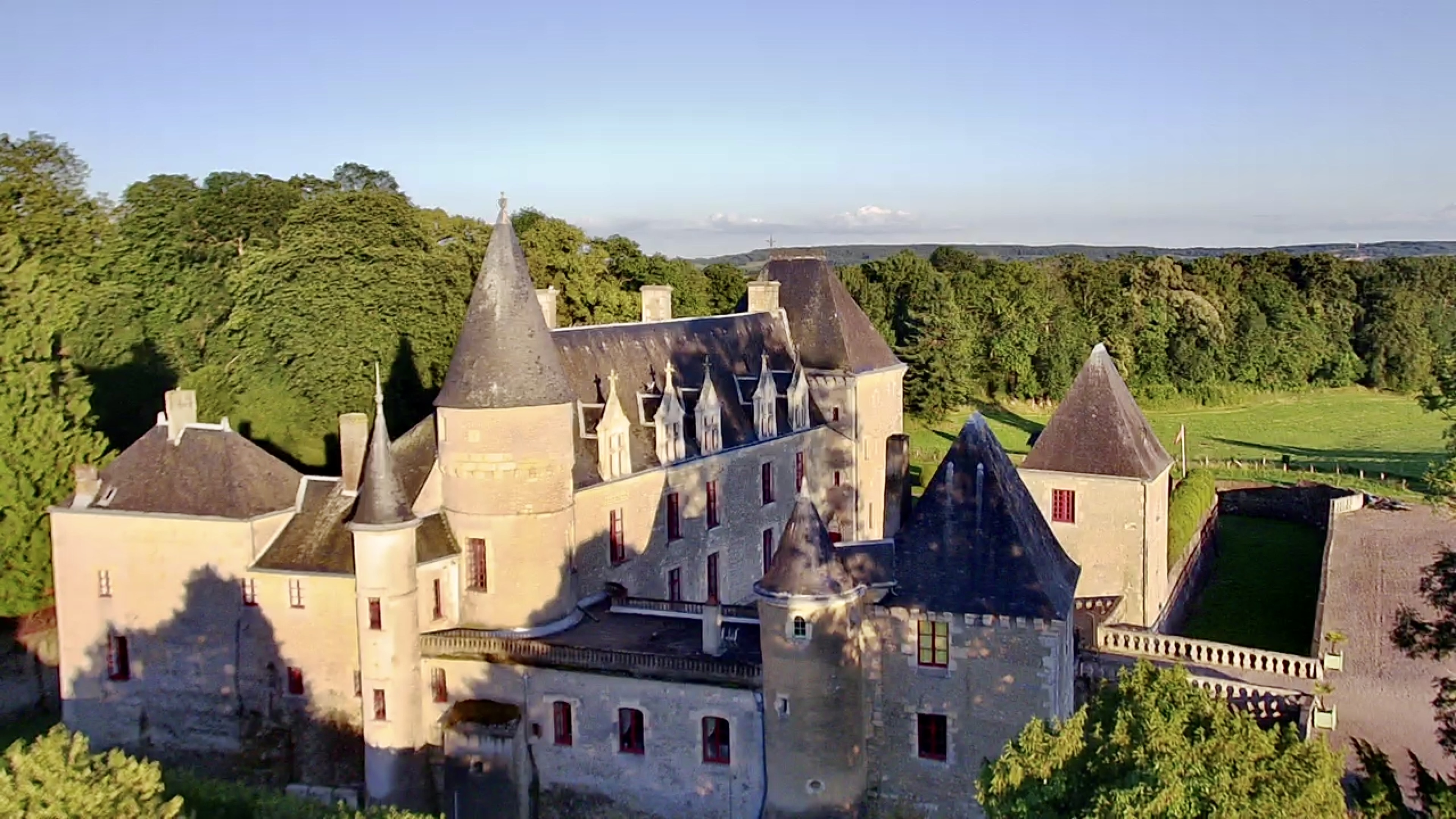